# Salla Tykkä
Salla Tykkä (* 10. dubna 1973, Helsinky) je finská umělkyně, fotografka, video umělkyně a televizní producentka. Narodila se v Helsinkách ve Finsku, kde dnes (2023) žije a pracuje. Tykkä vystudovala Akademii výtvarných umění v roce 2003. Fotografii, videu a filmu se věnuje od roku 1996 a svou první samostatnou výstavu měla v roce 1997.

## Ceny a ocenění
- 2016 – AVEK Award